# Gannibal (serie de televisión)
Gannibal (ガンニバル Gan'nibaru?) es una serie de televisión japonesa de horror rural. Está basada en el manga de horror del mismo nombre escrito e ilustrado por Masaaki Ninomiya, la protagonizan Yuya Yagira, Riho Yoshioka y Show Kasamatsu. Se lanzó el 28 de diciembre de 2022 en Disney+ internacionalmente y en Hulu en los Estados Unidos.
El 21 de septiembre de 2023 se anunció una segunda temporada.La segunda temporada saldrá el 19 de marzo de 2025.

## Premisa
Una aldea remota esconde oscuros secretos relacionados con prácticas antiguas, salidos a la luz después de una desaparición misteriosa del policía de la aldea. A medida que el nuevo policía investiga, la línea entre la verdad y el terror empieza a hacerse borrosa.

## Elenco y personajes
- Yuya Yagira como Daigo Agawa
- Riho Yoshioka como Yuki Agawa
- Mostrar a Kasamatsu como Keisuke Goto

## Lanzamiento
Gannibal se lanzó internacionalmente el 28 de diciembre de 2022 en Disney+. En el mismo día se lanzó también en Hulu.Una segunda temporada fue anunciada y será lanzada el 19 de marzo de 2025. 